# برنگیتسا (کنیچ)
برنگیتسا (به صربی: Brnjica) یک روستا در صربستان است که در کنیچ واقع شده است.